# GT World Challenge Europe
Die GT World Challenge Europe ist eine Rennserie für GT3-Fahrzeuge. Von 2014 bis 2019 sponserte der Schweizer Uhrenhersteller Blancpain die Serie, weshalb sie damals Blancpain GT World Challenge  hieß. Die Rennserie wird von der SRO Motorsports Group organisiert. Die erste Saison fand 2014 statt. Das Highlight der Saison sind die 24 Stunden von Spa. Die Rennserie wird in zwei Cups unterteilt: den Sprint Cup und den Endurance Cup. Die Rennen finden in Europa statt.

## Geschichte
Die Endurance Series wird seit 2011, die Sprint Series seit 2013 ausgetragen. In der ersten Saison hieß die Sprint Serie noch FIA GT Series, diese ging aus der FIA-GT1-Weltmeisterschaft und der FIA-GT3-Europameisterschaft hervor, ab 2014 entstanden durch den Einstieg des Sponsors Blancpain die Blancpain GT Sprint Series und die Blancpain GT Endurance Series. Seit 2014 werden Titel für die Sprint- und die Endurance Serie vergeben, außerdem gibt es einen Gesamttitel für den die Ergebnisse aus beiden Serien herangezogen werden. 2020 lief der Vertrag mit Blancpain aus, die Serie wurde in GT World Challenge Europe umbenannt. Am 20. Januar wurde Amazon Web Services als Sponsor bekannt gegeben, die Serie wurde in GT World Challenge Europe Powered by AWS umbenannt. Seit 2021 ist  Fanatec, Hersteller von Hardware für Rennsimulationen, Sponsor der Rennserie, die seit dem Fanatec GT World Challenge Powered by AWS heißt.

## Aufbau eines Rennwochenendes

### GT World Challenge Europe Sprint Cup
Es gibt pro Wochenende zwei Trainings, die freitags ausgetragen werden, ein Pre-Qualifying, welches benutzt werden kann, falls die Qualifikation nicht stattfindet, und zwei Qualifikationssitzungen. Die Sitzungen dauern jeweils 20 Minuten. In der ersten Qualifikation fährt der erste Fahrer des Teams, in der Zweiten der Zweite. Die Fahrer, die das Qualifying gefahren sind, müssen auch das jeweilige Rennen starten. Beide Rennen dauern eine Stunde, ein Pflichtboxenstopp muss zwischen der 25. und 35. Rennminute durchgeführt werden, bei diesem wird der Fahrer gewechselt. Bis 2017 gab es nur eine Qualifikation, welche das Grid für ein Qualifikationsrennen bestimmte. Die Ergebnisse des Qualifikationsrennens legten dann die Startaufstellung für das Hauptrennen fest. Das Punkteformat wurde 2018 ebenfalls verändert, statt dem vorigen Punktesystem (25-18-15-12-10-8-6-4-2-1) für die Hauptrennen und (8-6-4-3-2-1) für die Qualifikationsrennen werden jetzt (16,5-12-9,5-7,5-6-4,5-3-2-1-0,5) für die Rennen vergeben. Weiterhin gibt es pro Pole einen Extrapunkt.

### GT World Challenge Europe Endurance Cup
Für die Langstreckenrennen gibt es ein Training und ein Pre-Qualifying am Freitag. Samstags folgen drei Qualifikationssitzungen, in jeder fährt einer der Fahrer. Sollten nur 2 Fahrer auf einem Auto gemeldet sein muss der Fahrer mit der schlechteren FIA Einschätzung zwei Sitzungen absolvieren. Seit 2018 wird die Durchschnittszeit der Sitzungen für die Startaufstellung herangezogen, für die Pole gibt es wieder einen Punkt. Dann folgt sonntags das Rennen. Für Rennen über die Distanz von 3 Stunden gilt folgendes Punktesystem: (25-18-15-12-10-8-6-4-2-1). Für gewöhnlich dauern alle Rennen des Endurance Cups 3 Stunden, ausnahmen sind das 1000-km-Rennen von Paul Ricard und die 24 Stunden von Spa. Für das Rennen in Paul Ricard wird aufgrund der längeren Renndistanz eine größere Anzahl an Punkten vergeben (33-24-19-15-12-9-6-4-2-1). Bei den 24 Stunden von Spa wurde ebenfalls ein anderes Format gewählt. Es gibt nach 6 und 12 Stunden halbe Punktezahl (12-9-7-6-5-4-3-2-1) und nach 24 Stunden werden wieder volle Punkte (25-18-15-12-10-8-6-4-2-1) vergeben.

## Meister seit 2014
| Blancpain GT Series                              | Blancpain GT Series                              | Blancpain Endurance Series                                     | Blancpain Endurance Series                                     | Blancpain Sprint Series                                     | Blancpain Sprint Series                                     |
| Team                                             | Fahrer                                           | Team                                                           | Fahrer                                                         | Team                                                        | Fahrer                                                      |
| 2014                                             | 2014                                             | 2014                                                           | 2014                                                           | 2014                                                        | 2014                                                        |
| ------------------------------------------------ | ------------------------------------------------ | -------------------------------------------------------------- | -------------------------------------------------------------- | ----------------------------------------------------------- | ----------------------------------------------------------- |
| Belgian Audi Club Team WRT                       | Laurens Vanthoor                                 | Belgian Audi Club Team WRT                                     | Laurens Vanthoor                                               | Belgian Audi Club Team WRT                                  | Maximilian Götz                                             |
| 2015                                             | 2015                                             | 2015                                                           | 2015                                                           | 2015                                                        | 2015                                                        |
| Belgian Audi Club Team WRT                       | Robin Frijns                                     | Belgian Audi Club Team WRT                                     | Katsumasa Chiyo Wolfgang Reip Alex Buncombe                    | Belgian Audi Club Team WRT                                  | Maximilian Buhk Vincent Abril                               |
| Blancpain GT Series                              | Blancpain GT Series                              | Blancpain GT Series Endurance Cup                              | Blancpain GT Series Endurance Cup                              | Blancpain GT Series Sprint Cup                              | Blancpain GT Series Sprint Cup                              |
| 2016                                             | 2016                                             | 2016                                                           | 2016                                                           | 2016                                                        | 2016                                                        |
| HTP Motorsport                                   | Maximilian Buhk Dominik Baumann                  | Garage 59                                                      | Shane van Gisbergen Rob Bell Côme Ledogar                      | Belgian Audi Club Team WRT                                  | Nicht vergeben                                              |
| 2017                                             | 2017                                             | 2017                                                           | 2017                                                           | 2017                                                        | 2017                                                        |
| GRT Grasser Racing Team                          | Mirko Bortolotti Christian Engelhart             | Bentley Team M-Sport                                           | Mirko Bortolotti Andrea Caldarelli Christian Engelhart         | Belgian Audi Club Team WRT                                  | Robin Frijns Stuart Leonard                                 |
| 2018                                             | 2018                                             | 2018                                                           | 2018                                                           | 2018                                                        | 2018                                                        |
| SMP Racing by AKKA ASP                           | Raffaele Marciello                               | Black Falcon Team                                              | Luca Stolz Maro Engel Yelmer Buurman                           | Belgian Audi Club Team WRT                                  | Raffaele Marciello Michael Meadows                          |
| Blancpain GT Series                              | Blancpain GT Series                              | Blancpain GT Series Endurance Cup                              | Blancpain GT Series Endurance Cup                              | Blancpain GT World Challenge Europe                         | Blancpain GT World Challenge Europe                         |
| 2019                                             | 2019                                             | 2019                                                           | 2019                                                           | 2019                                                        | 2019                                                        |
| Orange 1 FFF Racing Team                         | Andrea Caldarelli Marco Mapelli                  | Orange 1 FFF Racing Team                                       | Andrea Caldarelli Marco Mapelli                                | Akka ASP Team                                               | Andrea Caldarelli Marco Mapelli                             |
| GT World Challenge Powered by AWS Europe         | GT World Challenge Powered by AWS Europe         | GT World Challenge Europe Endurance Cup                        | GT World Challenge Europe Endurance Cup                        | GT World Challenge Europe Sprint Cup                        | GT World Challenge Europe Sprint Cup                        |
| 2020                                             | 2020                                             | 2020                                                           | 2020                                                           | 2020                                                        | 2020                                                        |
| Belgian Audi Club Team WRT                       | Timur Irekowitsch Boguslawski                    | SMP Racing                                                     | Alessandro Pier Guidi                                          | Belgian Audi Club Team WRT                                  | Dries Vanthoor Charles Weerts                               |
| Fanatec GT World Challenge Europe Powered by AWS | Fanatec GT World Challenge Europe Powered by AWS | Fanatec GT World Challenge Europe Powered by AWS Endurance Cup | Fanatec GT World Challenge Europe Powered by AWS Endurance Cup | Fanatec GT World Challenge Europe Powered by AWS Sprint Cup | Fanatec GT World Challenge Europe Powered by AWS Sprint Cup |
| 2021                                             | 2021                                             | 2021                                                           | 2021                                                           | 2021                                                        | 2021                                                        |
| Team WRT                                         | Dries Vanthoor Charles Weerts                    | Team WRT                                                       | Alessandro Pier Guidi Côme Ledogar Nicklas Nielsen             | Team WRT                                                    | Dries Vanthoor Charles Weerts                               |
| 2022                                             | 2022                                             | 2022                                                           | 2022                                                           | 2022                                                        | 2022                                                        |
| Akkodis ASP                                      | Raffaele Marciello                               | Akkodis ASP                                                    | Jules Gounon Daniel Juncadella Raffaele Marciello              | Team WRT                                                    | Dries Vanthoor Charles Weerts                               |
| 2023                                             | 2023                                             | 2023                                                           | 2023                                                           | 2023                                                        | 2023                                                        |
| Akkodis ASP                                      | Raffaele Marciello Timur Irekowitsch Boguslawski | Akkodis ASP                                                    | Jules Gounon Timur Irekowitsch Boguslawski Raffaele Marciello  | Tresor Attempto Racing                                      | Mattia Drudi Ricardo Feller                                 |
| 2024                                             | 2024                                             | 2024                                                           | 2024                                                           | 2024                                                        | 2024                                                        |
| Team WRT                                         | Lucas Auer Maro Engel                            | AF Corse - Francorchamps Motors                                | Alessio Rovera Alessandro Pier Guidi                           | Team WRT                                                    | Lucas Auer Maro Engel                                       |

## Kalender
Für gewöhnlich besteht der Kalender der GT World Challenge Europe aus 5 Sprint- und 5 Endurance-Wochenenden. 2020 bestand der Kalender aufgrund von COVID-19 nur aus jeweils 4 Sprint- und Endurance-Wochenenden. Um trotzdem für die gleiche Anzahl an gefahrenen Rennstunden zu sorgen, wurden 3 Sprint-Rennen in Misano und Barcelona gefahren; das Langstrecken Rennen am Nürburgring wurde auf 6 Stunden verlängert.
| Strecke / Jahr       | 2014 | 2015 | 2016 | 2017 | 2018 | 2019 | 2020 | 2021 | 2022 | 2023 | 2024 | Tot. |
| -------------------- | ---- | ---- | ---- | ---- | ---- | ---- | ---- | ---- | ---- | ---- | ---- | ---- |
| Monza                |      |      |      |      |      |      |      |      |      |      |      | 9    |
| Nogaro               |      |      |      |      |      |      |      |      |      |      |      | 2    |
| Brands Hatch         |      |      |      |      |      |      |      |      |      |      |      | 10   |
| Silverstone          |      |      |      |      |      |      |      |      |      |      |      | 6    |
| Paul Ricard          |      |      |      |      |      |      |      |      |      |      |      | 11   |
| Zandvoort            |      |      |      |      |      |      |      |      |      |      |      | 7    |
| Spa-Francorchamps    |      |      |      |      |      |      |      |      |      |      |      | 11   |
| Slovakiaring         |      |      |      |      |      |      |      |      |      |      |      | 1    |
| Algarve              |      |      |      |      |      |      |      |      |      |      |      | 2    |
| Nürburgring          |      |      |      |      |      |      |      |      |      |      |      | 10 1 |
| Nürburgring          |      |      |      |      |      |      |      |      |      |      |      | 10 1 |
| Zolder               |      |      |      |      |      |      |      |      |      |      |      | 4    |
| Baku World Challenge |      |      |      |      |      |      |      |      |      |      |      | 1    |
| Moscow Raceway       |      |      |      |      |      |      |      |      |      |      |      | 1    |
| Misano               |      |      |      |      |      |      |      |      |      |      |      | 10   |
| Hungaroring          |      |      |      |      |      |      |      |      |      |      |      | 4    |
| Barcelona            |      |      |      |      |      |      |      |      |      |      |      | 9    |
| Imola                |      |      |      |      |      |      |      |      |      |      |      | 2    |
| Magny-Cours          |      |      |      |      |      |      |      |      |      |      |      | 4    |
| Valencia             |      |      |      |      |      |      |      |      |      |      |      | 3    |
| Hockenheim           |      |      |      |      |      |      |      |      |      |      |      | 1 2  |
| Hockenheim           |      |      |      |      |      |      |      |      |      |      |      | 1 2  |
| Jeddah               |      |      |      |      |      |      |      |      |      |      |      | 1    |
| Strecke / Jahr       | 2014 | 2015 | 2016 | 2017 | 2018 | 2019 | 2020 | 2021 | 2022 | 2023 | 2024 | Tot. |

      Sprint 

      Endurance

## Punkte

### Bis 2017
|               | Qualifikation | Qualifikationsrennen | Qualifikationsrennen | Qualifikationsrennen | Qualifikationsrennen | Qualifikationsrennen | Qualifikationsrennen | Rennen (Sprint Cup + 3h, Spa 24h) | Rennen (Sprint Cup + 3h, Spa 24h) | Rennen (Sprint Cup + 3h, Spa 24h) | Rennen (Sprint Cup + 3h, Spa 24h) | Rennen (Sprint Cup + 3h, Spa 24h) | Rennen (Sprint Cup + 3h, Spa 24h) | Rennen (Sprint Cup + 3h, Spa 24h) | Rennen (Sprint Cup + 3h, Spa 24h) | Rennen (Sprint Cup + 3h, Spa 24h) | Rennen (Sprint Cup + 3h, Spa 24h) | Rennen (Paul Ricard) | Rennen (Paul Ricard) | Rennen (Paul Ricard) | Rennen (Paul Ricard) | Rennen (Paul Ricard) | Rennen (Paul Ricard) | Rennen (Paul Ricard) | Rennen (Paul Ricard) | Rennen (Paul Ricard) | Rennen (Paul Ricard) | Rennen Spa (6h,12h) | Rennen Spa (6h,12h) | Rennen Spa (6h,12h) | Rennen Spa (6h,12h) | Rennen Spa (6h,12h) | Rennen Spa (6h,12h) | Rennen Spa (6h,12h) | Rennen Spa (6h,12h) | Rennen Spa (6h,12h) | Rennen Spa (6h,12h) |
| ------------- | ------------- | -------------------- | -------------------- | -------------------- | -------------------- | -------------------- | -------------------- | --------------------------------- | --------------------------------- | --------------------------------- | --------------------------------- | --------------------------------- | --------------------------------- | --------------------------------- | --------------------------------- | --------------------------------- | --------------------------------- | -------------------- | -------------------- | -------------------- | -------------------- | -------------------- | -------------------- | -------------------- | -------------------- | -------------------- | -------------------- | ------------------- | ------------------- | ------------------- | ------------------- | ------------------- | ------------------- | ------------------- | ------------------- | ------------------- | ------------------- |
| 1.            | 1.            | 2.                   | 3.                   | 4.                   | 5.                   | 6.                   | 1.                   | 2.                                | 3.                                | 4.                                | 5.                                | 6.                                | 7.                                | 8.                                | 9.                                | 10.                               | 1.                                | 2.                   | 3.                   | 4.                   | 5.                   | 6.                   | 7.                   | 8.                   | 9.                   | 10.                  | 1.                   | 2.                  | 3.                  | 4.                  | 5.                  | 6.                  | 7.                  | 8.                  | 9.                  | 10.                 |                     |
| Sprint Cup    | 1             | 8                    | 6                    | 4                    | 3                    | 2                    | 1                    | 25                                | 18                                | 15                                | 12                                | 10                                | 8                                 | 6                                 | 4                                 | 2                                 | 1                                 | -                    | -                    | -                    | -                    | -                    | -                    | -                    | -                    | -                    | -                    | -                   | -                   | -                   | -                   | -                   | -                   | -                   | -                   | -                   | -                   |
| Endurance Cup | 1             | -                    | -                    | -                    | -                    | -                    | -                    | 25                                | 18                                | 15                                | 12                                | 10                                | 8                                 | 6                                 | 4                                 | 2                                 | 1                                 | 33                   | 24                   | 19                   | 15                   | 12                   | 9                    | 6                    | 4                    | 2                    | 1                    | 12                  | 9                   | 7                   | 6                   | 5                   | 4                   | 3                   | 2                   | 1                   | -                   |

### Seit 2018
|               | Qualifikation | Rennen (Sprint Cup + 3h, Spa 24h) | Rennen (Sprint Cup + 3h, Spa 24h) | Rennen (Sprint Cup + 3h, Spa 24h) | Rennen (Sprint Cup + 3h, Spa 24h) | Rennen (Sprint Cup + 3h, Spa 24h) | Rennen (Sprint Cup + 3h, Spa 24h) | Rennen (Sprint Cup + 3h, Spa 24h) | Rennen (Sprint Cup + 3h, Spa 24h) | Rennen (Sprint Cup + 3h, Spa 24h) | Rennen (Sprint Cup + 3h, Spa 24h) | Rennen (Paul Ricard) | Rennen (Paul Ricard) | Rennen (Paul Ricard) | Rennen (Paul Ricard) | Rennen (Paul Ricard) | Rennen (Paul Ricard) | Rennen (Paul Ricard) | Rennen (Paul Ricard) | Rennen (Paul Ricard) | Rennen (Paul Ricard) | Rennen Spa (6h,12h) | Rennen Spa (6h,12h) | Rennen Spa (6h,12h) | Rennen Spa (6h,12h) | Rennen Spa (6h,12h) | Rennen Spa (6h,12h) | Rennen Spa (6h,12h) | Rennen Spa (6h,12h) | Rennen Spa (6h,12h) | Rennen Spa (6h,12h) |
| 1.            | 1.            | 2.                                | 3.                                | 4.                                | 5.                                | 6.                                | 7.                                | 8.                                | 9.                                | 10.                               | 1.                                | 2.                   | 3.                   | 4.                   | 5.                   | 6.                   | 7.                   | 8.                   | 9.                   | 10.                  | 1.                   | 2.                  | 3.                  | 4.                  | 5.                  | 6.                  | 7.                  | 8.                  | 9.                  | 10.                 |                     |
| ------------- | ------------- | --------------------------------- | --------------------------------- | --------------------------------- | --------------------------------- | --------------------------------- | --------------------------------- | --------------------------------- | --------------------------------- | --------------------------------- | --------------------------------- | -------------------- | -------------------- | -------------------- | -------------------- | -------------------- | -------------------- | -------------------- | -------------------- | -------------------- | -------------------- | ------------------- | ------------------- | ------------------- | ------------------- | ------------------- | ------------------- | ------------------- | ------------------- | ------------------- | ------------------- |
| Sprint Cup    | 1             | 16.5                              | 12                                | 9.5                               | 7.5                               | 6                                 | 4.5                               | 3                                 | 2                                 | 1                                 | 0.5                               | -                    | -                    | -                    | -                    | -                    | -                    | -                    | -                    | -                    | -                    | -                   | -                   | -                   | -                   | -                   | -                   | -                   | -                   | -                   | -                   |
| Endurance Cup | 1             | 25                                | 18                                | 15                                | 12                                | 10                                | 8                                 | 6                                 | 4                                 | 2                                 | 1                                 | 33                   | 24                   | 19                   | 15                   | 12                   | 9                    | 6                    | 4                    | 2                    | 1                    | 12                  | 9                   | 7                   | 6                   | 5                   | 4                   | 3                   | 2                   | 1                   | -                   |

## Übertragung
Die Rennen werden auf dem YouTube-Kanal der Rennserie auf Englisch und Französisch und seit 2022 auch auf Italienisch und Deutsch gestreamt. Eine Übersicht über weitere Übertragungskanäle befindet sich auf der Homepage der GT World Challenge Europe.